# Старобілогорка
Старобілого́рка (рос. Старобелогорка) — село у складі Новосергієвського району Оренбурзької області, Росія.
Стара назва — Стара Білогорка.

## Населення
Населення — 881 особа (2010; 960 у 2002).
Національний склад (станом на 2002 рік):
- росіяни — 51 %
- татари — 46 %